# Кубок Грузії з футболу 1990
Кубок Грузії з футболу 1990 — (також відомий як Кубок Давида Кіпіані) 1-й розіграш кубкового футбольного турніру у Грузії після здобуття країною незалежності. Титул здобула Гурія.

## Четвертий кваліфікаційний раунд
| Команда 1                | Заг.         | Команда 2                | 1-й матч | 2-й матч |
| ------------------------ | ------------ | ------------------------ | -------- | -------- |
| Мартве (Тбілісі) (3)     | 5:4          | Дуруджі (Кварелі) (2)    | 1:2      | 4:2      |
| Самегрело (Чхороцку) (3) | 4:3          | Інститут Фізкультури (2) | 4:2      | 0:1      |
| Імеді (Лаітурі) (3)      | 3:4          | Сіхарулі-90 (Гагра) (2)  | 3:2      | 0:2      |
| Бахтріоні (Ахмета) (2)   | 2:6          | Маргветі (Зестафоні) (2) | 2:3      | 0:3      |
| Мамулі Діді (Чконі) (3)  | 2:0          | Чихура (2)               | 0:0      | 2:0      |
| ДТУ Тбілісі (2)          | 0:7          | Кахеті (2)               | 0:3      | 0:4      |
| Окріба (Тбілісі) (3)     | 3:2          | Магароелі (2)            | 3:0      | 0:2      |
| Крцанісі (Тбілісі) (3)   | 5:3          | Арагві (Душеті) (2)      | 3:2      | 2:1      |
| Бетлемі (Кеда) (3)       | 4:3          | Саповнела (Терджола) (2) | 4:1      | 0:2      |
| Картлі (Горі) (2)        | 1:3          | Алазані (Гурджаані) (2)  | 1:2      | 0:1      |
| Торі (Боржомі) (3)       | -:+          | Сіоні (2)                | 0:1      | -:+      |
| Сулорі (Вані)            | 0:0 пен. 2:3 | Імереті (Хоні) (2)       | 0:0      | 0:0      |
| Мретебі (Тбілісі) (3)    | 6:4          | Шукура (2)               | 2:4      | 4:0      |
| Армазі (Мцхета) (2)      | 5:4          | Шкурі (2)                | 2:0      | 3:4      |

## 1/16 фіналу
| Команда 1                | Заг.         | Команда 2                | 1-й матч | 2-й матч |
| ------------------------ | ------------ | ------------------------ | -------- | -------- |
| Одіші (Зугдіді)          | 2:1          | Колхеті (Хобі)           | 1:0      | 1:1      |
| Кутаїсі                  | 5:1          | Імереті (Хоні) (2)       | 3:1      | 2:0      |
| Санавардо (Самтредіа)    | 2:3          | Батумі                   | 1:1      | 1:2      |
| Шевардені-1906           | 5:8          | Мзіурі (Галі)            | 4:3      | 1:5      |
| Горда (Руставі)          | 6:0          | Іверія (Хашурі)          | 4:0      | 2:0      |
| Маргветі (Зестафоні) (2) | 2:4          | Гурія                    | 2:0      | 0:4      |
| Мерцхалі (Озургеті)      | 6:2          | Алазані (Гурджаані) (2)  | 5:1      | 1:2      |
| Колхеті-1913 (Поті)      | 7:2          | Бетлемі (Кеда) (3)       | 3:0      | 4:2      |
| Мретебі (Тбілісі) (3)    | 4:3          | Ляхві (Цхінвалі)         | 3:1      | 1:2      |
| Кахеті (2)               | 4:4 пен. 0:3 | Самгуралі (Цхалтубо)     | 2:2      | 2:2      |
| Сіоні (2)                | 2:1          | Самегрело (Чхороцку) (3) | 2:0      | 0:1      |
| Іберія (Тбілісі)         | 8:2          | Крцанісі (Тбілісі) (3)   | 3:2      | 5:0      |
| Армазі (Мцхета) (2)      | 1:5          | Окріба (Тбілісі) (3)     | 1:2      | 0:3      |
| Амірані (Очамчіре)       | 3:4          | Цхумі (Сухумі)           | 2:2      | 1:2      |
| Діла (Горі)              | 10:3         | Мамулі Діді (Чконі) (3)  | 7:1      | 3:2      |
| Мартве (Тбілісі) (3)     | 2:1          | Сіхарулі-90 (Гагра) (2)  | 1:1      | 1:0      |

## 1/8 фіналу
| Команда 1             | Заг.    | Команда 2            | 1-й матч | 2-й матч |
| --------------------- | ------- | -------------------- | -------- | -------- |
| Кутаїсі               | 4:2     | Діла (Горі)          | 3:0      | 1:2      |
| Одіші (Зугдіді)       | 0:2     | Батумі               | 0:0      | 0:2      |
| Мзіурі (Галі)         | 3:4     | Гурія                | 1:0      | 2:4      |
| Мерцхалі (Озургеті)   | 5:2     | Самгуралі (Цхалтубо) | 4:1      | 1:2      |
| Окріба (Тбілісі) (3)  | 2:3     | Колхеті-1913 (Поті)  | 1:0      | 1:3      |
| Мретебі (Тбілісі) (3) | 3:3 (ч) | Горда (Руставі)      | 3:1      | 0:2      |
| Сіоні (2)             | 1:1 (ч) | Цхумі (Сухумі)       | 1:1      | 0:0      |
| Мартве (Тбілісі) (3)  | 2:8     | Іберія (Тбілісі)     | 2:2      | 0:6      |

## 1/4 фіналу
| Команда 1            | Заг.    | Команда 2        | 1-й матч | 2-й матч |
| -------------------- | ------- | ---------------- | -------- | -------- |
| Гурія                | 6:2     | Кутаїсі          | 5:1      | 0:1      |
| Мерцхалі (Озургеті)  | 1:1 (ч) | Батумі           | 1:1      | 0:0      |
| Горда (Руставі)      | 2:2 (ч) | Цхумі (Сухумі)   | 2:1      | 0:1      |
| Мартве (Тбілісі) (3) | 2:8     | Іберія (Тбілісі) | 2:2      | 0:6      |

## 1/2 фіналу
| Команда 1        | Заг. | Команда 2 | 1-й матч | 2-й матч |
| ---------------- | ---- | --------- | -------- | -------- |
| Цхумі (Сухумі)   | 5:0  | Батумі    | 4:0      | 1:0      |
| Іберія (Тбілісі) | 0:3  | Гурія     | 0:1      | 0:2      |

## Фінал
| 18 листопада 1990 |

| Гурія            | 1:0 дч   | Цхумі (Сухумі) |
| ---------------- | -------- | -------------- |
| Прідонашвілі 95' | Протокол |                |

| Динамо Арена імені Бориса Пайчадзе, Тбілісі Глядачів: 35 000 Арбітр: Мераб Малагурадзе |